# Niš-operatie
De Niš-operatie (Bulgaars: Нишка операция) werd uitgevoerd door de troepen van het Bulgaarse leger en het Narodnooslobodilačka vojska Jugoslavije (Volksbevrijdingsleger van Joegoslavië, NOVJ), met medewerking van de Sovjetluchtmacht tegen de Duitse strijdkrachten in het gebied van Niš – Leskovac – Vlasotince. De operatie begon op 8 oktober 1944 en duurde zeven dagen. De aanvallers bereikten een aanzienlijke numerieke superioriteit en namen gunstige posities in voor het begin van de operatie, en tijdens het offensief dwongen ze de Duitse eenheden zich terug te trekken, omsingelden ze, versloegen ze en brachten hen een zware nederlaag toe. De vallei van de Zuidelijke Morava en alle plaatsen ten oosten daarvan werden bevrijd.
Deze operatie was onderdeel van het strategische Belgrado-offensief.

## Inleiding
Na de nederlaag in het Iași-Chișinău-offensief in de tweede helft van augustus 1944 en de overgang van Roemenië en Bulgarije naar de kant van de geallieerden, beval het Duitse commando zijn troepen in de Balkan, het 2e Pantserleger en Heeresgruppe E om een front op de linie te vestigen: Timok-samenvloeiing – Skopje - samenvloeiing van de Drin (de zogenaamde "Blaue Linie" ofwel "blauwe lijn"). Dit betekende de terugtrekking van Heeresgruppe E uit Griekenland en de snelle concentratie van sterke troepen aan de Roemeens-Bulgaarse grens met Servië. Door intensieve NOVJ- operaties in samenwerking met de geallieerde luchtmacht (Operatie Ratweek) in september werd deze verschuiving en concentratie van krachten niet met succes uitgevoerd. Dit creëerde gunstige operationele kansen voor de opmars van het Rode Leger en de NOVJ door Servië. 

## Slagorde

### Geallieerde eenheden
Bulgaarse leger
- 2e Leger (generaal-majoor Kiril Stanchev) (op 1 oktober - 79.079 man)
  - 4e Infanteriedivisie
  - 6e Infanteriedivisie
  - 9e Infanteriedivisie
  - 12e Infanteriedivisie
  - 2e Cavaleriedivisie
  - 1e Garde Infanterie Divisie
  - Pantserbrigade (beschikte over Duits materieel: 78 Maybach T-IV (= PzKw IV), 35 Skoda tanks (= PzKw 35(t)), 10 Praag tanks (= PzKw 38(t)), 23 Maybach T-III (= StuG III)
  - 4e Grenswacht brigade

NOVJ:

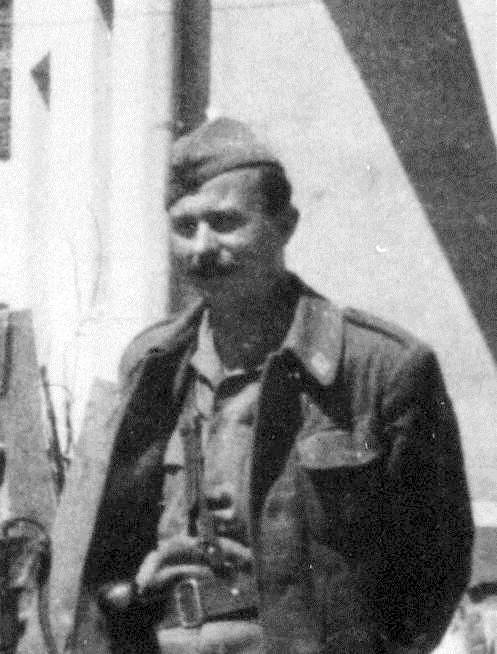
Ljubo Vuckovic

- 13e Servische Korps (Ljubo Vuckovic) (schatting o.b.v. gemiddeld aantal man per divisie, 35.000 – 45.000 man)
  - 22e Servische Divisie
  - 24e Servische Divisie
  - 46e Servische Divisie
  - 47e Servische Divisie
  - 2e Proletarische Divisie
  - 45e Servische Divisie
  - Tien lokale partizanen-detachementen

Rode Leger:
- 57ste leger (alleen delen)
  - 1e Garde Vestings Regio (in divisiesterkte)
- 17e Luchtleger (alleen delen)
  - 9e Gemengde Luchtkorps

### Duitse eenheden
Begin oktober: 21.500 man

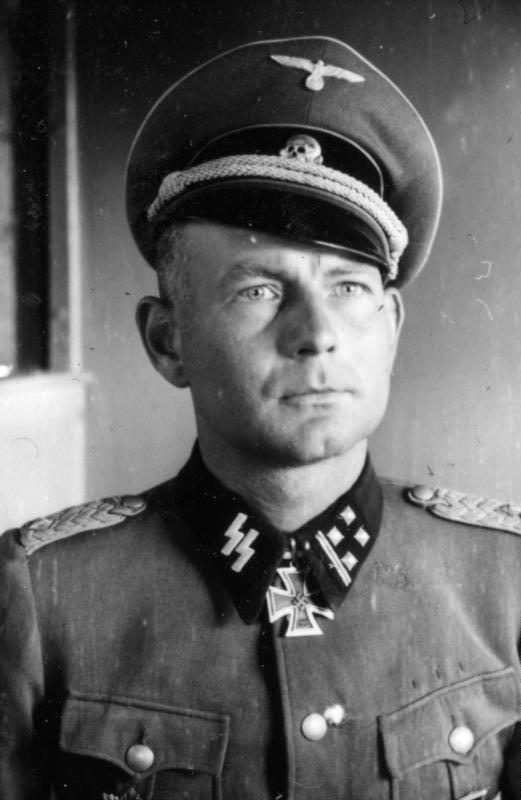
Otto Kumm (hier als SS-Obersturmbannführer)

- 7. SS-Freiwilligen-Gebirgs-Division Prinz Eugen (alleen SS Freiwilligen-Gebirgs-Regiment 13 "Arthur Phelps" en twee Abteilungen van het SS-Freiwilligen-Gebirgs-Artillerie-Regiment 7) (SS-Oberführer Otto Kumm)
- 2./Pz.Abteilung z.b.V. 12 (10 PzKpfw M 15/42 738(i)
- 21e Luftwaffen-Jäger-Regiment (11e Luftwaffen-Felddivisie)
- 47e Grenadier Regiment (22e Infanteriedivisie)

## Geallieerde bevelsstructuren
De Sovjet-Unie verklaarde op 5 september 1944 de oorlog aan Bulgarije en creëerde zo een wettelijke basis voor de bezetting van Bulgaars grondgebied en het gebruik ervan voor het transport van eenheden. In Bulgarije was er een regeringswisseling en kwam het Vaderlands Front, een brede antifascistische coalitie, aan de macht. Op 5 september 1944 verklaarde de nieuwe Bulgaarse regering Duitsland de oorlog. Het nieuwe Bulgaarse leger ontstond door kleine veranderingen in het commandopersoneel in het oude leger en door opname van de opstandelingen-eenheden. Volgens de voorwaarden van de wapenstilstand die door de USSR aan Bulgarije werd opgelegd, werd het Bulgaarse leger onder het operationele bevel van het 3e Oekraïense Front van het Rode Leger geplaatst.
Onder auspiciën van de USSR sloot maarschalk Tito op 5 oktober 1944 een overeenkomst met vertegenwoordigers van de nieuwe Bulgaarse autoriteiten in Craiova, Roemenië. De overeenkomst was een delicate politieke kwestie, waarbij goedkeuring verleend voor Bulgaarse militaire inzet op Joegoslavisch grondgebied onder strikte voorwaarden.
Eenheden van het Bulgaarse leger stonden onder het operationele bevel van het 3e Oekraïense Front van het Rode Leger, terwijl de eenheden van de NOVJ die deelnamen aan de operatie onder het operationele bevel stonden van het Opperste Hoofdkwartier van de NOVJ. De coördinatie van acties en bevelen werd uitgevoerd via het hoofdkwartier van het 3e Oekraïense Front.
Details van het operatieplan werden op 7 oktober in Pirot uitgewerkt door het hoofdkwartier van het 13e Servische Korps, de chef-staf van het 3e Oekraïense front, de militaire commandant van Bulgarije en het hoofdkwartier van het Bulgaarse 2e leger.

## Plan van operatie
De geallieerde troepen bereikten een numerieke en technische superioriteit in krachten t.o.v. de Duitse troepen. Daarnaast werden voor aanvang van de operatie NOVJ-eenheden ingezet op gunstige posities voor de aanval. Daarom werd een operatieplan aangenomen dat voorzag in:
1. Afsnijden van de Duitse Niš-groep vanuit het noorden, westen en zuiden en eromheen
2. Concentrisch samendrukken van de Duitse verdedigers in de richting van Niš
3. Hun vernietiging in het gebied van Niš

De afsnijding vanuit het noorden zou worden uitgevoerd door de 2e Proletarische Divisie met een aanval vanuit de richting van Mali Jastrebac naar de verkeersverbindingen ten zuiden van Stalać. De belegering vanuit het westen door de verbinding tussen Niš en Prokuplje af te snijden was de taak van de 24e Servische Divisie.
De aanval vanuit het zuiden zou worden uitgevoerd door de 4e en 12e Bulgaarse Infanteriedivisies, de 2e Bulgaarse Cavaleriedivisie en de Bulgaarse Pantserbrigade, gesteund door de 22e en 47e Servische Divisies. Deze strijdkrachten zouden de Duitse garnizoenen van Vlasotince en Leskovac met de omliggende vestingwerken uitschakelen. Daarna zouden de 12e Bulgaarse Infanteriedivisie en de Bulgaarse Pantserbrigade met de 47e Servische Divisie oprukken in de richting van de weg Niš-Prokuplje en contact opnemen met de 24e Divisie, terwijl de andere eenheden verder zouden oprukken in de richting van Niš.
De hoofdmacht van het Bulgaarse 2e Leger zou vanuit het oosten concentrisch oprukken naar Niš: de 9e Infanteriedivisie in de richting van Temska - Kalna - Svrljig - Niš, de 6e Infanteriedivisie in de richting van Pirot - Bela Palanka - Niška Banja - Niš, en de 4e Infanteriedivisie in de richting van Babusnica - Ravna Dubrava - Gajin Han - Niš.
Ten noorden van het operatiegebied vond de aanval van het 64e Fuselierskorps van het Rode Leger en de 45e Servische Divisie plaats via Knjaževac in de richting van de vallei van de Westelijke Morava. Het was de bedoeling, dat na de verovering van Knjaževac, de 45e Divisie samen met de 1e Garde Vestings Regio vanuit het noorden zouden oprukken naar Niška Banja en Niš.
Verder had de 46e Servische Divisie de taak in de omgeving van Vranje was om de operatie vanuit het zuiden te beveiligen en de opmars van eenheden van Heeresgruppe E uit de richting van Kumanovo te voorkomen.

## Verloop van de operatie

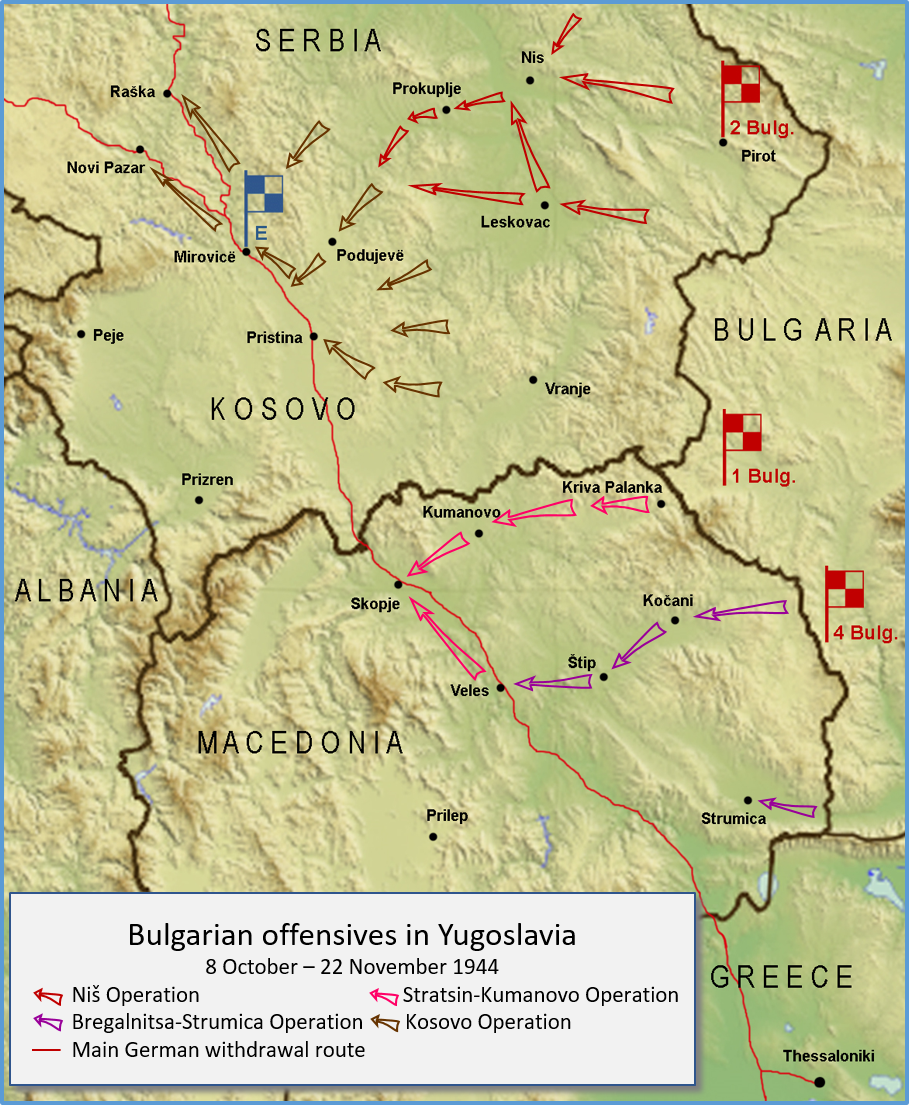
Verloop van de operatie (rode pijlen)

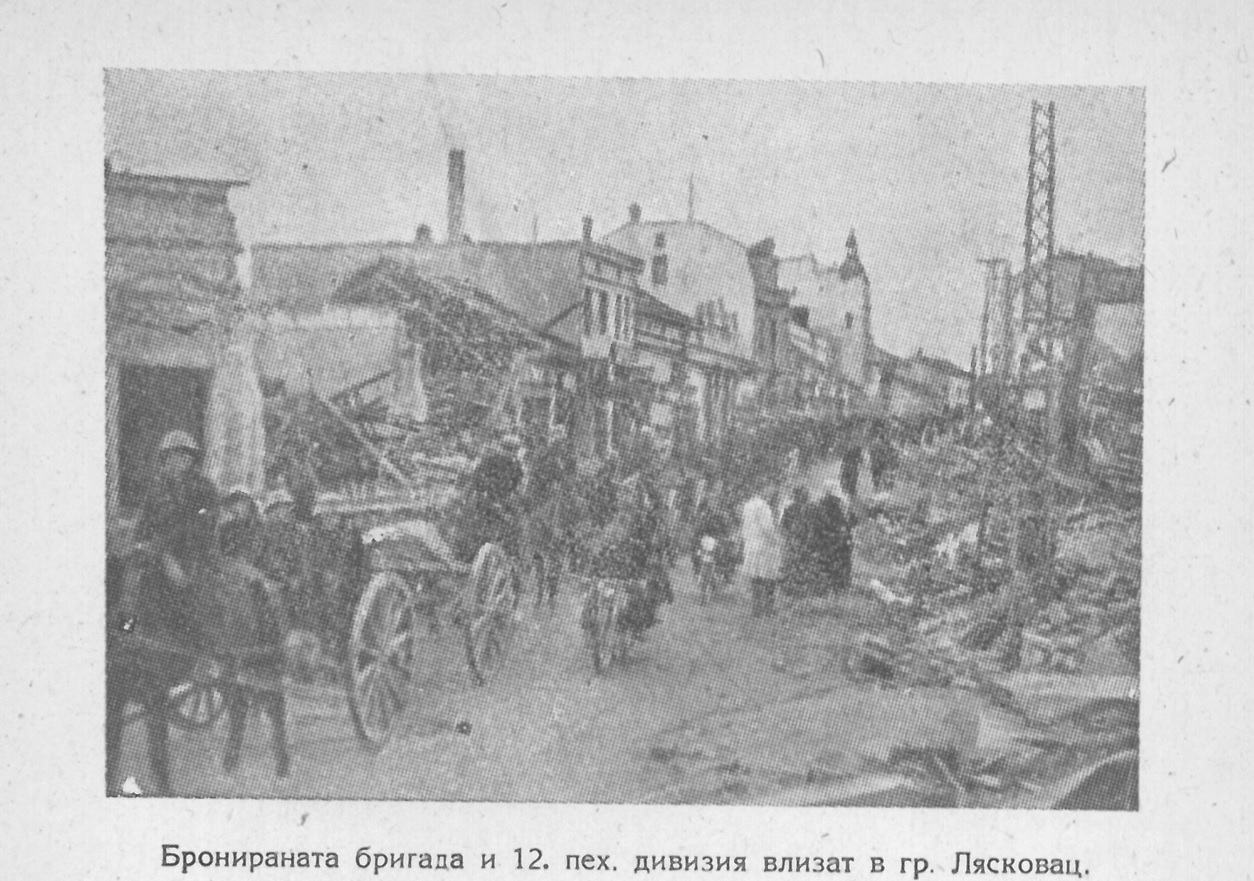
Bulgaarse troepen die in oktober 1944 de stad Leskovac binnenvielen

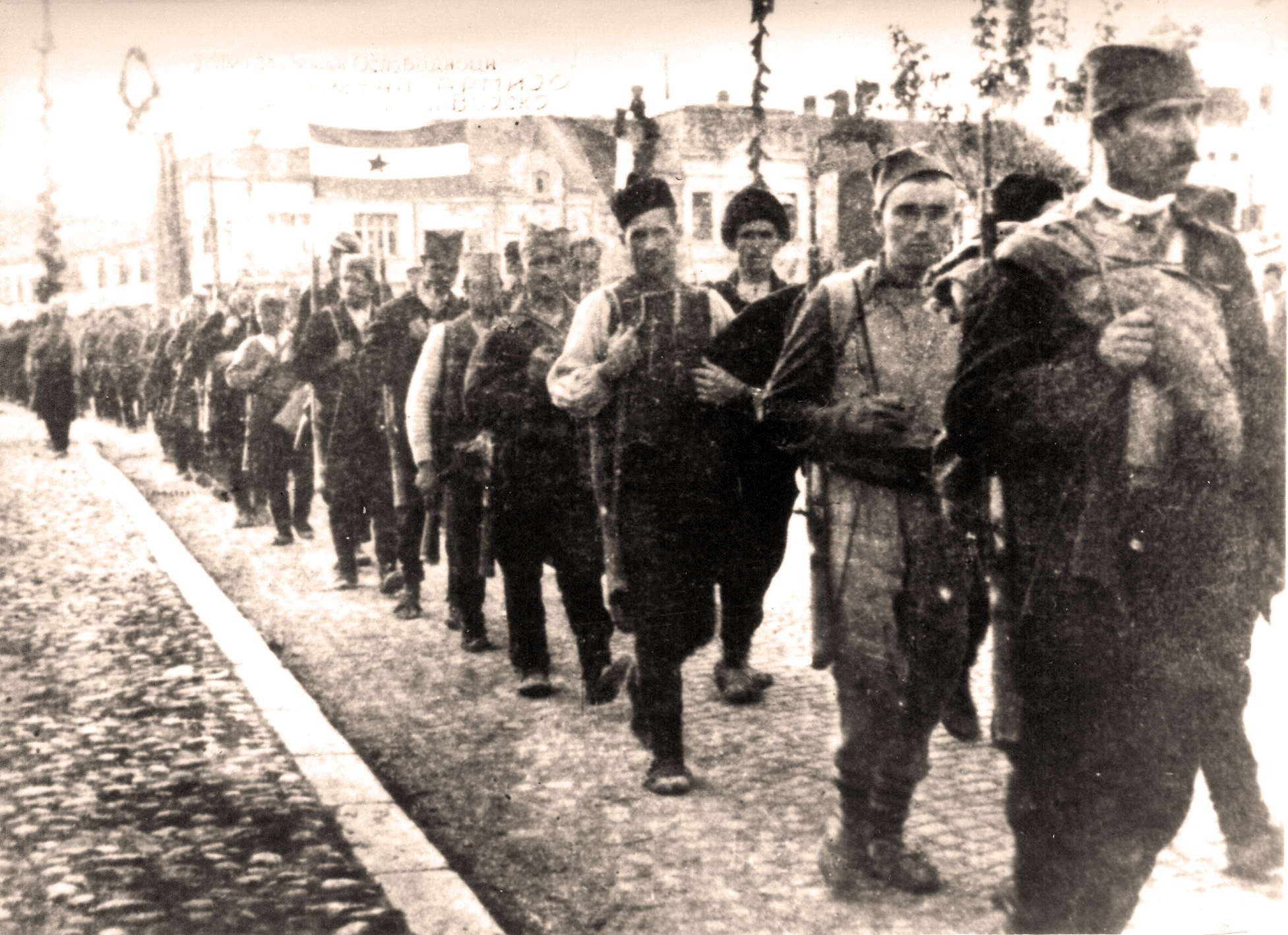
Eenheden van het 13e Servische Korps in het bevrijde Niš op 14 oktober 1944.

### Aanvangsfase
De operatie begon op 8 oktober 1944 om 07:30 met artillerie-voorbereidingen, gevolgd door de opmars van eenheden van het Bulgaarse 2e Leger om 08:00. Op dezelfde dag begonnen de NOVJ-eenheden met de opmars op hun toegewezen routes.
Ondanks het feit dat de Bulgaarse eenheden een verhouding van 10:1 hadden in mankracht en wapens op hun aanvalsassen, slaagden de goed gepositioneerde Duitse troepen erin hun aanval te stoppen en lam te leggen. De eerste twee dagen werd dan ook geen noemenswaardige vooruitgang in welke richting dan ook geboekt. Het belangrijkste succes in deze dagen werd behaald door de 2e Proletarische Divisie, die de weg en het spoor Niš - Stalav bij Junis en Žitkovac  doorsneed.

### Duitse terugtrekking
Het Duitse commando was zich ervan bewust dat, gezien de sterke superioriteit van de tegenstanders, de posities in het Niš-gebied alleen konden worden gehandhaafd als er een sterke verbinding tot stand kwam met de Armee-Abteilung Serbien in het noorden en westen, en met Heeresgruppe E in het zuiden. Het offensief van superieure krachten van het Rode Leger en de NOVJ ontwikkelde zich goed ten noorden van het Niš-gebied, waardoor de verbinding met het noorden een illusie werd. Het 64e Fuseliers Korps rukte op naar de monding van Westelijke Morava en op 10 oktober bevrijdde de 24e Servische Brigade van de 45e Divisie, met medewerking van het Rode Leger, Knjaževac en bedreigde Niš vanuit het noorden.
Legergroep E trok door Macedonië met de 11e Luftwaffen-Felddivisie en de 22e Infanteriedivisie voorop. Deze twee divisies zouden vanuit de richting van Kumanovo door de vallei van de Zuidelijke Morava breken en een verbinding tot stand brengen met de Niš-groep. Hun aanval werd echter gehinderd door de opmars van Bulgaarse troepen en de NOVJ door de Kriva Reka-vallei. Het 21e Luftwaffen-Jäger-Regiment slaagde er op 10 oktober in om delen van de 46e Servische Divisie terug te dringen en Vranje te veroveren, maar deelde het commando mee dat het niet verder kon oprukken. De volgende dag, in de tegenaanval, dwong de 46e Divisie dit regiment zich terug te trekken en bevrijdde Vranje. De Duitsers hervatten de aanval en wierpen het 47e Grenadier Regiment van de 22e Infanteriedivisie in deze richting in de strijd, maar dat lukte niet.
Bovendien begon de grote superioriteit van de Bulgaarse en Joegoslavische strijdkrachten in het Niš-gebied resultaten op te leveren. De Bulgaarse pantserbrigade werd ingezet samen met de 12e Infanteriedivisie en deze brak het Duitse verzet en bevrijdde Vlasotince in de middag van 10 oktober.
Vanwege de ongunstige ontwikkeling en vanwege de acties van de 2e en 24e Divisies van het NOVJ ten westen van Niš, gaf de commandant van de Armee-Abteilung Serbien, generaal Felber, opdracht om de Niš-groep terug te trekken naar de Zuidelijke Morava-linie vanaf de monding van de Toplica naar het noorden. Deze lijn zou echter ook onhoudbaar blijken.
De commandant van de Duitse troepen in Niš, de commandant van de 7. SS-Freiwilligen-Gebirgs-Division Prinz Eugen, SS Oberführer Otto Kumm, vormde een aanvalsgroep om door de Zuidelijke Morava te breken in de richting van Prokuplje, terwijl achterhoede-eenheden op de verdedigingsposities werden achtergelaten om de opmars van de vijand te vertragen.
In de ochtend van 11 oktober verliet de meerderheid van de Duitse troepen Leskovac en brak door in de richting van Doljevac, waarop de Bulgaarse pantserbrigade samen met de 47e Servische Divisie Leskovac kon bevrijden en daarna de achtervolging van de vijand naar het noorden voortzette.
De aanval van de Četnik-strijdkrachten, versterkt door Duitse eenheden, van Kruševac richting Blace, bracht enige verlichting in de positie van de Duitse groep, doordat deze delen van de 2e Proletarische Divisie bond.
Op de ochtend van 12 oktober begon de Duitse hoofdmacht met een doorbraak vanuit Niš in de richting van Prokuplje, waardoor alleen de achterhoede overbleef in een groot halfcirkelvormig gebied van Niš naar het oosten. Zo werd de focus van de operatie verlegd naar de wegen van Niš naar Prokuplje.

### Omsingeling en het breken van de Duitse groep
De Duitse opmars naar Prokuplje op 12 oktober werd aan de Zuidelijke Morava gestopt door extreem hardnekkig verzet van de 11e Servische Brigade van de 24e Divisie. Ondanks de duidelijke superioriteit in de aanvalsrichting, slaagden de Duitsers er pas in de middag in om de brug bij het dorp Mramor en de omliggende heuvels in handen te nemen. Ze slaagden er echter niet in de controle over de weg over te nemen. De Duitsers zetten alles in het werk en zetten hun opmars naar Prokuplje op 13 oktober voort. De 11e en 13e Brigades hinderden de Duitse opmars met succes d.m.v. een elastische verdediging en flankaanvallen. De Duitse penetratie bereikte het dorp Jug Bogdanovac, waar het uiteindelijk werd gestopt. Op 13 oktober rukte de 47e Divisie vanuit het zuiden op naar de weg Niš - Prokuplje en viel de oprukkende Duitse formatie vanaf de flank aan. De eenheden van de 47e Divisie maakten contact met de 24e Divisie bij Jug Bogdanovac, en zo was de Duitse groep volledig omsingeld.
Op dezelfde dag bereikte de Bulgaarse Pantserbrigade de omgeving van Doljevac. Andere Bulgaarse en Joegoslavische troepen versloegen de Duitse verdedigers en rukten op naar Niš. Op 14 oktober drongen eenheden van de 1e Garde Vestings Regio en 45e Servische Divisie de stad binnen vanuit het noorden, de 22e Servische Divisie vanuit het zuiden en de 6e Bulgaarse Infanteriedivisie vanuit het oosten. Op 14 oktober rond 16:00 werd Niš bevrijd.
Op de weg naar Prokuplje sloegen de eenheden van de 47e en 24e Divisies, die een front in de vorm van een hoefijzer vormden, constant de tegenaanvallen van de Duitsers af, waardoor deze gedwongen werden alle beschikbare troepen in te schakelen. Op 14 oktober vormden de Duitsers een kleine aanvalsgroep van tanks en gepantserde voertuigen. Aangezien de 47e Divisie niet over antitankwapens beschikte, slaagde deze groep erin om de posities van de 47e Divisie te doorbreken en rond 11 uur verder te rijden richting Prokuplje. Direct na de extractie werd de ring weer gesloten en werd de uitbraak van andere eenheden voorkomen.
Op het meest kritieke moment voor de Duitsers, in de vroege namiddag van 14 oktober, begon de luchtmacht van het Rode Leger een massale actie tegen de omsingelde Duitse groep. Omdat de Duitsers in het open veld waren omsingeld, had de luchtvaartaanval een verwoestend effect en veroorzaakte ze wanorde in hun gelederen. Vervolgens viel de Bulgaarse pantserbrigade aan met ondersteuning van de 47e en 24e Divisies aan. De Duitse troepen liet nu hun zware uitrusting achter en vluchten in kleine groepen richting de hellingen van de Jastrebac. Een massa oorlogsuitrusting en wapens bleef achter op de weg. Volgens het rapport van het hoofdkwartier van het 13e Servische Korps hadden de Duitsers op 14 oktober bij de gevechten op de linkeroever van Zuid-Morava als verliezen 2.036 doden, 1.238 gewonden en ongeveer 700 gevangen genomen. De Duitse divisiecommandant, Kumm, schreef dat deze dag ongeveer 1.000 doden had gekost.

## Nasleep
In de daaropvolgende dagen trokken de Duitsers verder terug naar het noordoosten. De Bulgaarse troepen rukten verder op. De 4e en 6e Infanteriedivisies plus de pantserbrigade veroverden Prokuplje en vervolgens Blace op 16 oktober, Kuršumlija op 17 oktober en Rača/Mala Kosanica op 18 november. De 9e Infanteriedivisie kon vervolgens ten zuiden van Mala Kosanica contact opnemen met de 12e Infanteriedivisie die vanuit Leskovac naar het westen was getrokken. Daarmee stonden de Bulgaren in dit gebied vlak voor Podujevë op de weg naar Pristina.
Otto Kumm arriveerde uiteindelijk op 20 oktober in Raška, na zijn tocht door de bergen, met ongeveer 4.000 man. Na verzorgd te zijn, ging deze groep twee dagen later weer op mars, naar Kraljevo.

## Resultaten van de operatie
Tijdens de zevendaagse operatie rond Niš hadden de gecombineerde geallieerde eenheden aanzienlijke verliezen toegebracht aan de Duitse eenheden, een groot gebied in het zuiden en zuidoosten van Servië bevrijd en de geplande verbinding van Heeresgruppe E met Armee-Abteilung Serbien voorkomen. Zo werd Heeresgruppe E gedwongen door de Sandžak uit te breken.
De Duitse verliezen tijdens de hele operatie zouden volgens Bulgaarse gegevens 5.200 doden en gewonden en 3.850 gevangenen hebben bedragen. 
Bulgaarse verliezen waren 1.545 doden en gewonden. De Sovjet- en NOVJ verliezen zijn onbekend.